# Zdenka Čermakova
Zdenka Čermakova (Nový Studenec, Austro-Ugarska, 20. veljače 1884. – Volosko, SFRJ, 16. siječnja 1968.) bila je češka liječnica i jedina liječnica na otoku Krku tijekom Drugog svjetskog rata.

## Životopis
Rođena je u obitelji pivara u Novom Studencu, kasnije dijelu grada Ždírec nad Doubravou u blizini Chotěbořa. Bila je deseta žena koja je diplomirala na Češkom Karlovom sveučilištu u Pragu.
Karijeru je započela u Institutu za djecu profesora Hamze u Lužama. Godine 1910. odlazi s Emilom Geistlichom u Bašku na Krk, gdje postaje liječnica opće prakse i socijalnog osiguranja. Od 1910. do 1920. godine bila je jedina ljekarnica na otoku. Godine 1914. imenovana je područnom liječnicom na otoku Krku, 1915. godine vraća se u Prag, a od 1916. radi kao liječnica u Živčanom sanatoriju u Veleslavínu. Od svibnja 1918. bila je jedna od liječnica koja se brinula za Charlotte Garrigue-Masaryk. Godine 1921. vratila se u Bašku i ostala u njoj do kraja života.
Umrla je 17. siječnja 1968. u siromaštvu u domu za starije osobe u Volosku, u blizini Opatije. Pokopana je u Baški na otoku Krku. U Baški njezino ime nose ulica i mjesna ambulanta.